# Longueville, New South Wales
Longueville este o suburbie în Sydney, Australia.